# Каніфольний (Челябінська область)
Каніфольний (рос. Канифольный) — селище, підпорядковане місту Киштим Челябінської області Російської Федерації.
Населення становить 16 осіб (2010).

## Історія
Згідно із законом від 28 жовтня 2004 року органом місцевого самоврядування є Киштимський міський округ.

## Населення
| 2002 | 2010 |
| ---- | ---- |
| 40   | ↘16  |